# Nello Sbaïz
Antonello Sbaiz dit Nello Sbaiz, né le 8 mai 1941 à Ronchis en Italie et mort le 28 novembre 2022 à Lorient, est un footballeur italien ayant joué en France. Il évoluait au poste de défenseur. Il est le frère de Pierre Sbaïz.

## Carrière
Formé à l'AS Saint-Étienne, il joue avec l'équipe professionnelle du club de 1957 à 1967. Il rejoint ensuite le FC Lorient où il joue jusqu'en 1972.
Il joue 150 matchs en Division 1 et 80 matchs en Division 2. Il dispute également deux matchs en Coupe d'Europe des clubs champions et un match en Coupe des coupes.

## Palmarès
- Champion de France en 1964 et 1967 avec l'AS Saint-Étienne
- Champion de France de D2 en 1963 avec l'AS Saint-Étienne
- Vainqueur de la Coupe de France en 1962 avec l'AS Saint-Étienne
- Vainqueur du Challenge des champions en 1967 avec l'AS Saint-Étienne